# Ревиця-Шляхецька
Ревиця-Шляхецька (пол. Rewica Szlachecka) — село в Польщі, у гміні Єжув Бжезінського повіту Лодзинського воєводства.
Населення — 56 осіб (2011).
У 1975-1998 роках село належало до Скерневицького воєводства.

## Демографія
Демографічна структура станом на 31 березня 2011 року:
|          | Загалом | Допрацездатний вік | Працездатний вік | Постпрацездатний вік |
| -------- | ------- | ------------------ | ---------------- | -------------------- |
| Чоловіки | 29      | 8                  | 17               | 4                    |
| Жінки    | 27      | 3                  | 15               | 9                    |
| Разом    | 56      | 11                 | 32               | 13                   |